# Xã South Fork, Quận Kanabec, Minnesota
Xã South Fork (tiếng Anh: South Fork Township) là một xã thuộc quận Kanabec, tiểu bang Minnesota, Hoa Kỳ. Năm 2010, dân số của xã này là 789 người.